# Polscy piłkarze-zdobywcy Pucharu Klubowych Mistrzostw Świata
Polscy piłkarze-zdobywcy Pucharu Klubowych Mistrzostw Świata – polscy piłkarze, którzy uczestniczyli w zdobyciu przez swój zespół tytułu najlepszej klubowej drużyny świata, którym honorowana jest drużyna wygrywająca turniej Klubowych Mistrzostw Świata FIFA (ang. FIFA Club World Cup).
Dotychczas tego zaszczytu dostąpiło dwóch polskich piłkarzy:
- Tomasz Kuszczak – 21 grudnia 2008 roku,

- Robert Lewandowski – 11 lutego 2021 roku.

## Tomasz Kuszczak
Osobny artykuł: Tomasz Kuszczak.

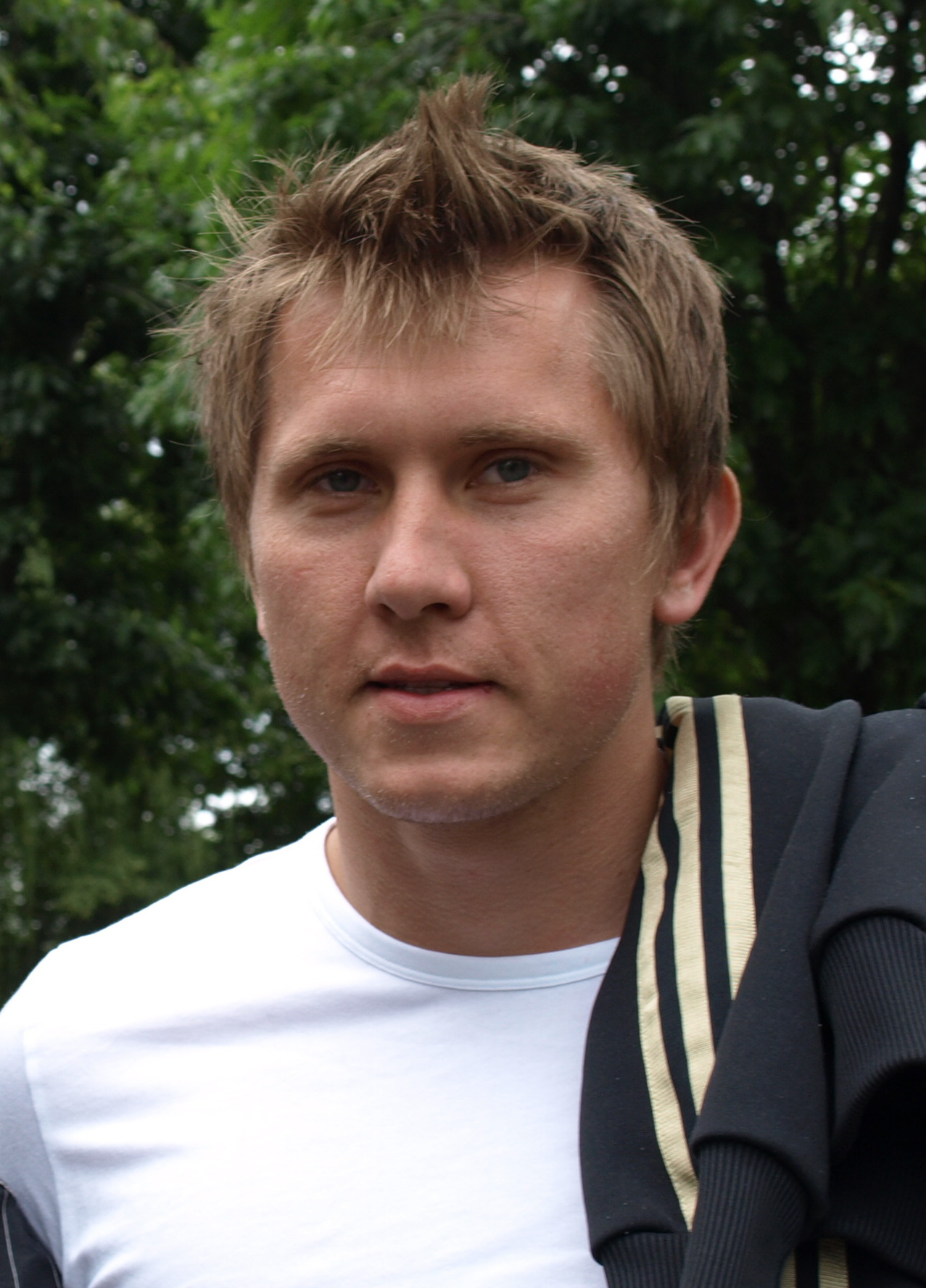

Tomasz Kuszczak, bramkarz reprezentacyjny grający przez wiele lat w klubach Premiership wraz z drużyną Manchester United w dniu 21 grudnia 2008, na stadionie International Stadium w Jokohamie (Japonia) zdobył Puchar Klubowych Mistrzostw Świata. Drużyna Manchester United, zdobywca Pucharu Ligi Mistrzów UEFA sezonu 2007/2008, pokonała w finale drużynę LDU Quito z Ekwadoru 1:0. Zwycięską bramkę zdobył Wayne Rooney. Tomasz Kuszczak w meczu finałowym był bramkarzem rezerwowym.

## Robert Lewandowski

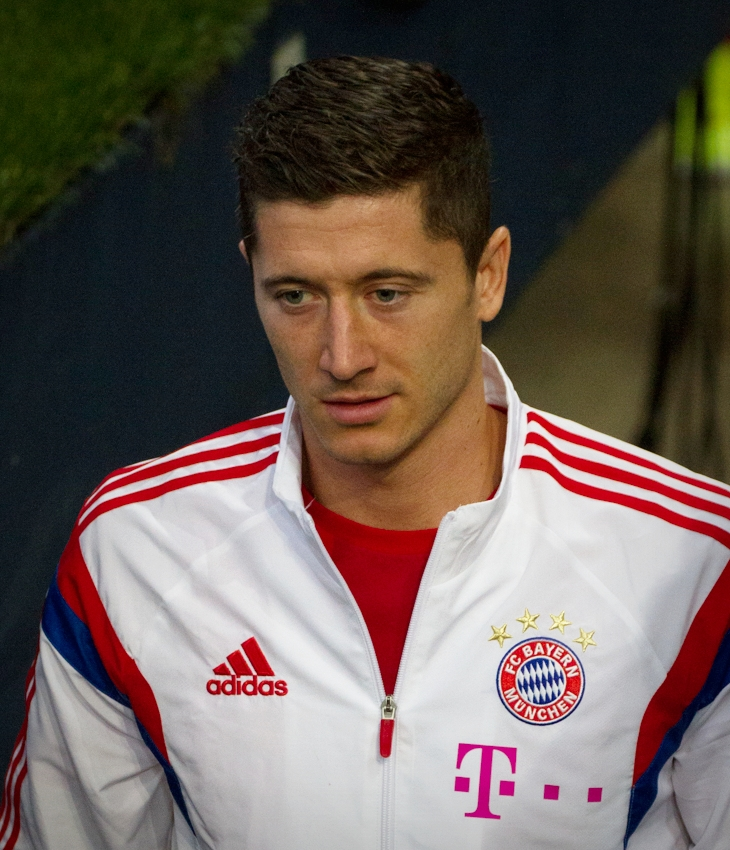

Osobny artykuł: Robert Lewandowski.
Robert Lewandowski, napastnik, wybitny reprezentant polskiej drużyny narodowej w sezonie 2019/2020 grając w barwach Bayernu Monachium zdobył: Mistrzostwo Niemiec, Puchar Niemiec, Superpuchar Niemiec, Puchar Ligi Mistrzów UEFA i Superpuchar UEFA oraz został królem strzelców we wszystkich tych rozgrywkach. W dniu 11 lutego 2021 roku na stadionie Education City Stadium w Ar-Rajjan (Katar) wraz z drużyną Bayernu zwyciężył w turnieju Klubowych Mistrzostw Świata pokonując w finale drużynę Tigres UANL Monterrey (Meksyk) 1:0. Zwycięską bramkę strzelił Benjamin Pavard z podania Roberta Lewandowskiego. W półfinale Bayern pokonał Al-Ahly Kair (Egipt) 2:0; obie bramki strzelił Robert Lewandowski. Robert Lewandowski został uznany najlepszym piłkarzem turnieju.